# Hanley (Worcestershire)
Hanley – civil parish w Anglii, w hrabstwie Worcestershire, w dystrykcie Malvern Hills. Leży 22 km na północny zachód od miasta Worcester i 185 km na północny zachód od Londynu. W 2001 miejscowość liczyła 288 mieszkańców.